# Winter Island (Antarktika)
Winter Island (englisch, in Argentinien Isla Invernio von spanisch invernio ‚Winter‘) ist eine Insel vor der Westküste der Antarktischen Halbinsel. Sie liegt 180 m nördlich von Skua Island in der Gruppe der Argentinischen Inseln des Wilhelm-Archipels.
Benannt wurde die Insel bei der British Graham Land Expedition (1934–1937) unter der Leitung des australischen Polarforschers John Rymill, die auf dieser Insel 1935 eine namensgebende Winterbasis errichtete.